# Steeton with Eastburn
Steeton with Eastburn – civil parish w Anglii, w hrabstwie ceremonialnym West Yorkshire, w dystrykcie metropolitalnym Bradford. Leży 29 km na zachód od miasta Leeds i 293 km na północny zachód od Londynu. Miejscowość liczy 4277 mieszkańców.